# París-Roubaix 1928
La 29.ª París-Roubaix tuvo lugar el 8 de abril de 1928 y fue ganada por el francés André Leducq, quien batió al sprint a los belgas Georges Ronsse y Charles Meunier.

## Clasificación final
|    | Ciclista         | Equipo         | Tiempo             |
| -- | ---------------- | -------------- | ------------------ |
| 1  | André Leducq     | Alcyon-Dunlop  | en 7 h 44 min 00 s |
| 2  | Georges Ronsse   | Automoto       | m.t.               |
| 3  | Charles Meunier  | JB Louvet      | m.t.               |
| 4  | Gaston Rebry     | Alcyon-Dunlop  | m.t.               |
| 5  | Achille Souchard | -              | + 50 s             |
| 6  | Jules van Hevel  | -              | + 2 min 35 s       |
| 7  | Louis Delannoy   | Armor          | + 2 min 40 s       |
| 8  | Maurice Bonney   | Dilecta-Wolber | + 2 min 55 s       |
| 9  | Hector Martin    | JB Louvet      | + 4 min 49 s       |
| 10 | Georges Cuvelier | Roold          | + 4 min 49 s       |